# Pogonomyrmex mayri
Pogonomyrmex mayri är en myrart som beskrevs av Auguste-Henri Forel 1899. Pogonomyrmex mayri ingår i släktet Pogonomyrmex och familjen myror. Inga underarter finns listade i Catalogue of Life.

## Bildgalleri

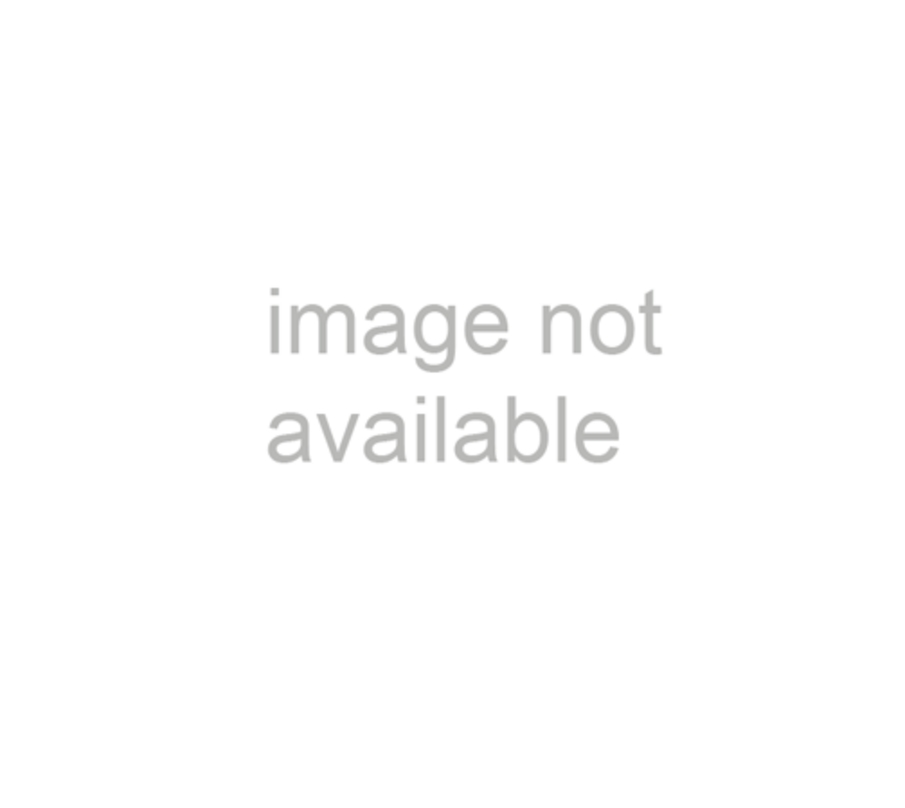
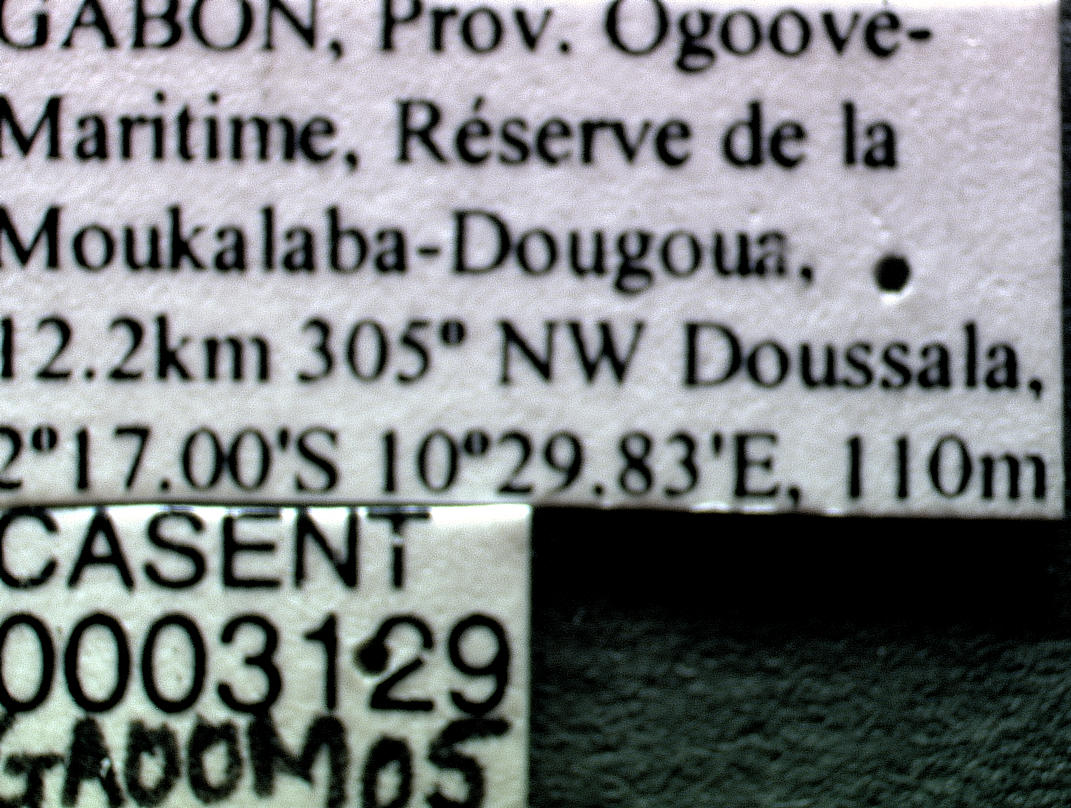
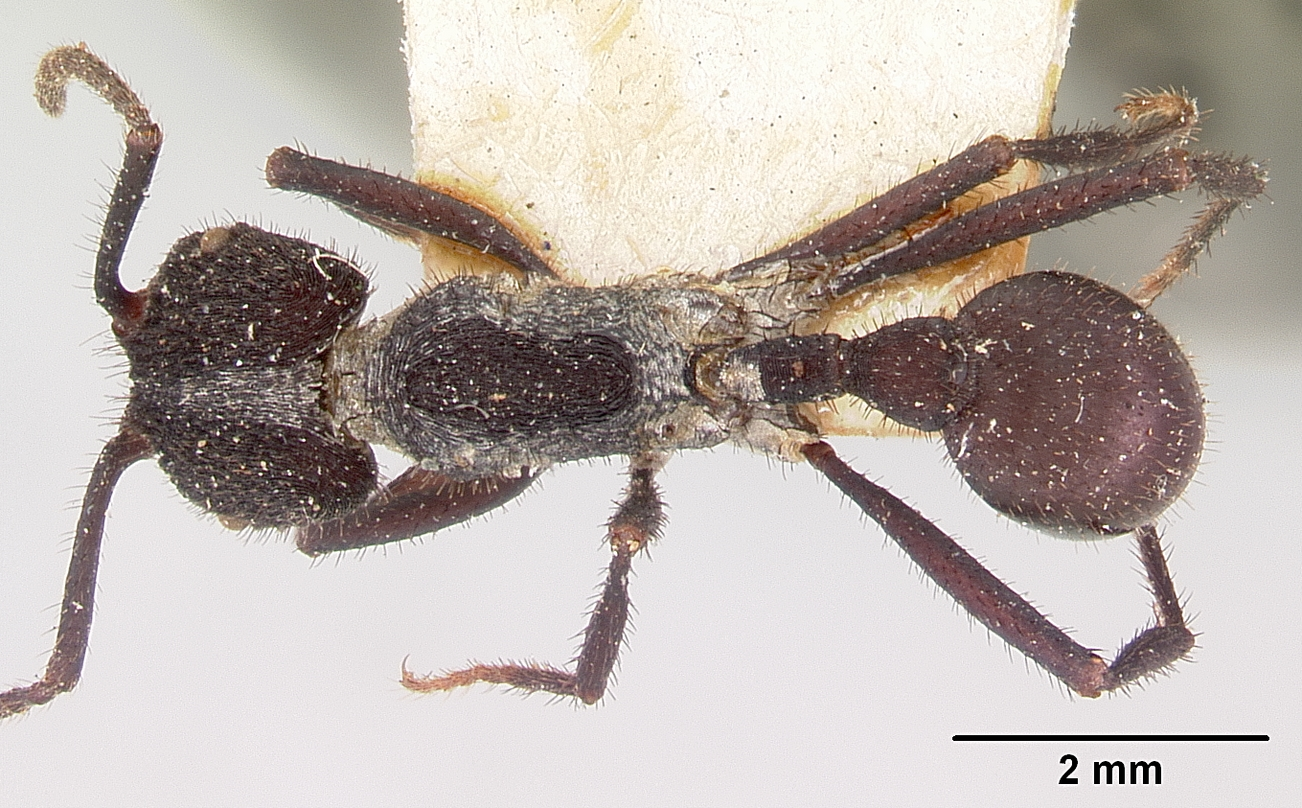
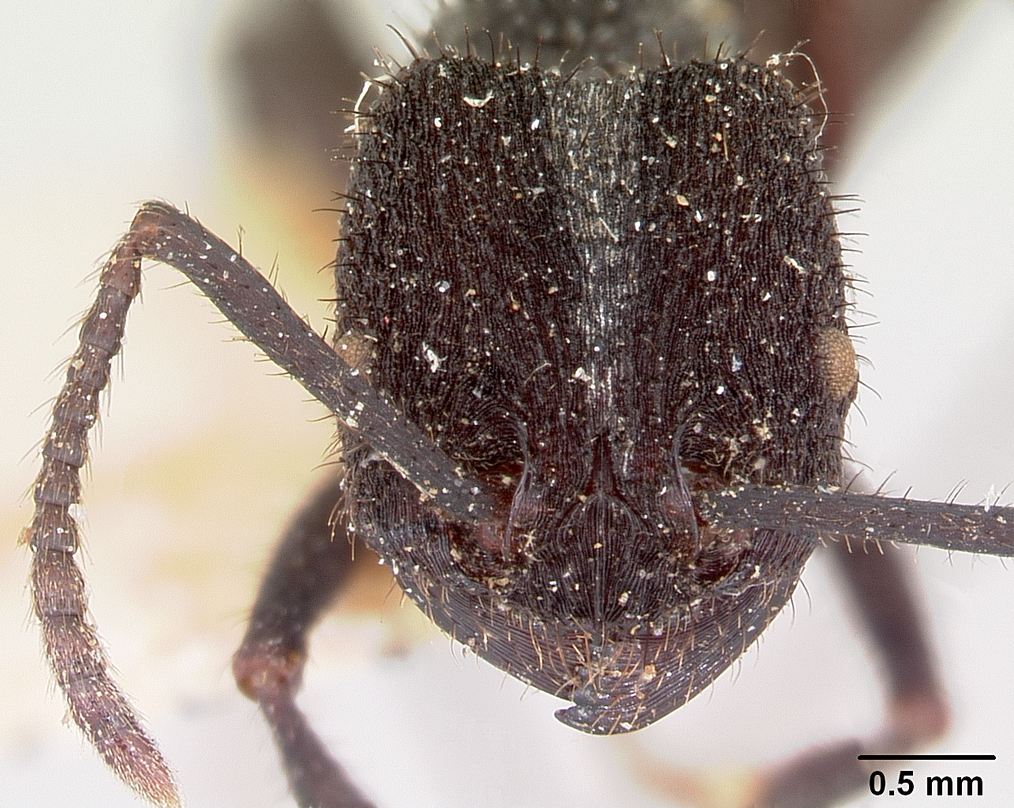
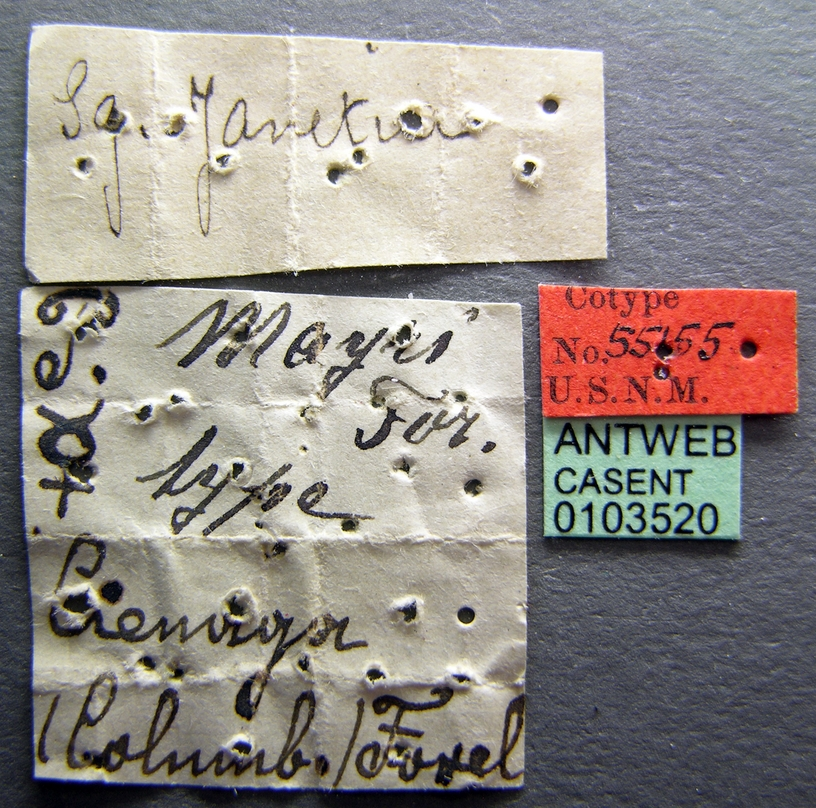
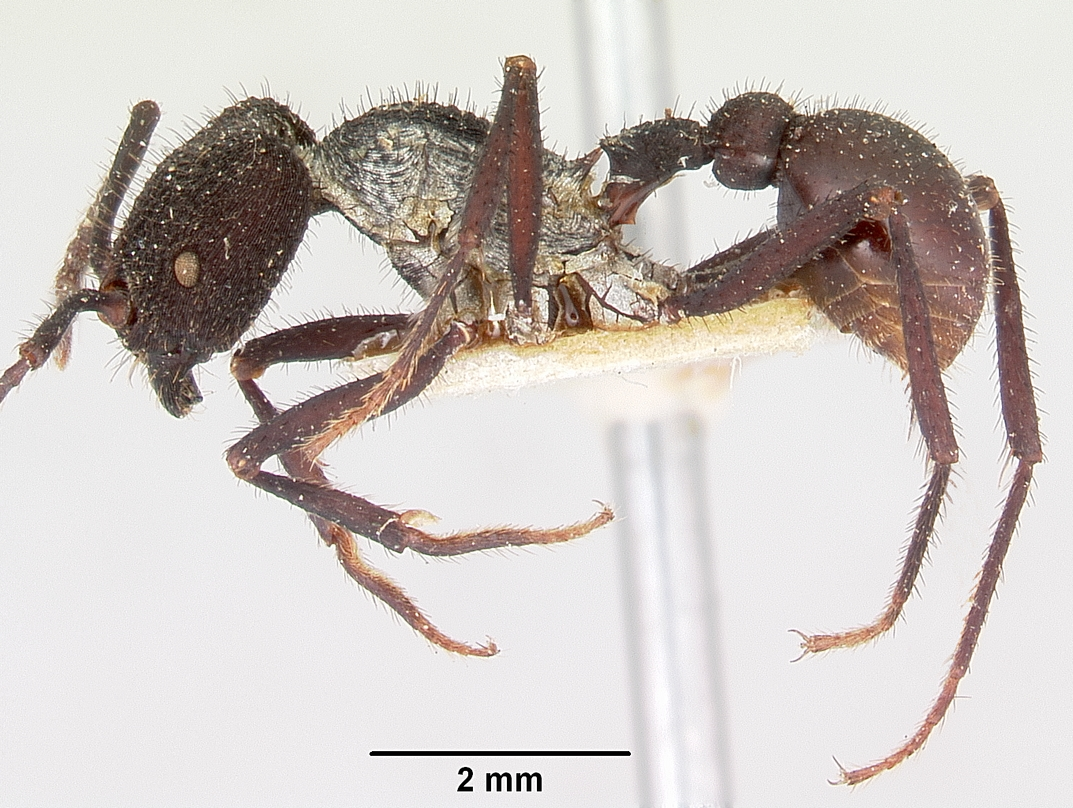